# Chris Simon
Chris Simon (ur. 30 stycznia 1972 w Wawa, Ontario, zm. 18 marca 2024) – kanadyjski hokeista.
Jego ojciec jest potomkiem Odżibwejów, plemienia Indian Ameryki Północnej z wyspy Manitoulin.

## Kariera klubowa
- Wawa Flyers (1986–1987)
- Sault Ste. Marie Thunderbirds (1987–1988)
- Ottawa 67’s (1988–1991)
- Sault Ste. Marie Greyhounds (1991–1992)
- Halifax Citadels (1992–1993)
- Quebec Nordiques (1993–1995)
- Colorado Avalanche (1995–1996)
- Washington Capitals (1996–2002)
- Chicago Blackhawks (2002–2003)
- New York Rangers (2003–2004)
- Calgary Flames (2004, 2005−2006)
- New York Islanders (2006–2007)
- Minnesota Wild (2007–2008)
- Witiaź Czechow (2008–2011)
- Dinamo Moskwa (2011)
- Mietałłurg Nowokuźnieck (2011–2013)

Wychowanek Wawa M.H.A. Po 16 sezonach gry w NHL, od 2008 roku występuje w rosyjskiej lidze KHL. Początkowo w latach 2008–2011 w zespole Witiazia Czechow. Od listopada 2011 roku zawodnik Mietałłurga Nowokuźnieck. We wrześniu 2012 roku przedłużył kontrakt z klubem. W styczniu 2013 roku sezonu KHL (2012/2013) odniósł kontuzję kolana, która wykluczyła go do końca sezonu.

## Styl gry
Jest znany z brutalnej gry, prowokowania bójek i zbierania dużej ilości minut kar. Podczas sezonu NHL (1997/1998) został oskarżony, iż podczas meczu nazwał afroamerykańskiego zawodnika Edmonton Oilers, Mike’a Griera mianem "czarnuch". Mimo że nie zostało to potwierdzone, Simon został zawieszony na trzy mecze. W 2002 roku obaj występowali w tej samej drużynie Washington Capitals.
Kolejne zawieszenia otrzymał w fazie play-off sezonu NHL (1999/2000) za atak kijem trzymanym oburącz w szyję zawodnika Pittsburgh Penguins, Petera Popovica (jeden mecz), za uderzenie łokciem Andersa Erikssona w meczu 5 kwietnia 2001 roku (dwa mecze) oraz w dwukrotnie w 2004 roku: za atak kijem trzymanym oburącz i uderzanie zawodnika Tampa Bay Lightning, Rusłana Fedotenko oraz atak kolanem na hokeistę Dallas Stars, Siergieja Zubowa.
W sezonie NHL (2006/2007) w meczu 8 marca 2007 roku pomiędzy New York Islanders i New York Rangers, Simon wcześniej rzucony na bandę przez Ryana Hollwega (ten nie otrzymał za to kary), a w rewanżu uderzył go kijem w twarz trzymając go w stylu baseball. Po tym zdarzeniu Simon wyraził żal za to, co zrobił. W następstwie tego ataku został zawieszony przez władze ligi na okres pozostałych meczów sezonu (kara wyniosła 25 spotkań, co wobec rozegrania przez Wyspiarzy 20 spotkań, oznaczało, że Simon nie wystąpił jeszcze w 5 meczach następnego sezonu). W tymże sezonie NHL (2007/2008) w meczu 15 grudnia 2007 roku pomiędzy New York Islanders i Pittsburgh Penguins, Simon nastąpił na nogę leżącego na lodzie fińskiego hokeisty, Jarkko Ruutu. Cztery dni później władze NHL orzekły wobec niego karę zawieszenia na okres 30 meczów, co stanowiło nowy najwyższy wymiar dyskwalifikacji w historii rozgrywek. Było to ósme zawieszenie w karierze Simona - łączna suma zawieszenia to 65 meczów.
Po przyjściu do Witiazia Czechow, a tym samym do ligi KHL, stał się jednym z inicjatorów stylu wszczynania bójek w rozgrywkach.

## Sukcesy
Klubowe
- J. Ross Robertson Cup / Mistrzostwo OHL: 1992 z Sault Ste. Marie Greyhounds
- Puchar Stanleya / Mistrzostwo NHL: 1996 z Colorado Avalanche

Indywidualne
- Sezon KHL (2008/2009): największa liczba minut kar w sezonie zasadniczym: 261
- Mecz Gwiazd KHL: 2010, 2011 (w tym zwycięstwo w konkursie celności strzałów[11])